# Proba-V
Proba-V ist ein Erdbeobachtungssatellit der ESA. Er arbeitet in einem sonnensynchronen Erdorbit, mit einer Bahnebene nahe der Polarregionen. Es ist der formal vierte Satellit (das V steht für Vegetation) der Proba-Reihe ("Project for On-Board Autonomy"). In der Startreihenfolge ist es jedoch der Dritte, da Proba-3 erst 2024 starten soll. Die Proba-Reihe der ESA ist nicht auf Erdbeobachtungen beschränkt.

## Missionsziele

Vegetationskarte von Deutschland, erstellt aus Daten von Proba-V

Das Missionsziel von Proba-V ist die Vermessung und Kartografierung der Vegetation auf der Erde. Um die Entwicklung der Vegetation aktuell zu verfolgen, erfasst Proba-V den gesamten Planeten dabei alle zwei Tage komplett. Die Daten werden weltweit Wissenschaftlern sowie staatlichen und nicht-staatlichen Organisationen zur Verfügung gestellt. Die Informationen sollen die zuständigen Stellen u. a. über Missernten, Ausdehnung von Wüsten und Abholzung informiert halten.
Proba-V kann als Ergänzung des SPOT-Programms gesehen werden und führt die Aufgaben des französischen Satelliten Spot-4 (Mission: März 1998 bis Januar 2013) fort. Proba-V fliegt im selben Orbit wie Spot-5 (Mission: seit Mai 2002) und sollte diesen eigentlich im Jahr 2014 ersetzen. Im Jahr 2016 ist Spot-5 jedoch immer noch aktiv. Der höherentwickelte Proba-V ermöglicht es, mit einer viel schnelleren Umlaufbahn und einer enormen Schwadbreite von 2.250 km die Daten des französischen Satelliten zu überprüfen und zu ergänzen.

## Aufbau
Proba-V verfügt über drei Kameras, welche unterschiedlich ausgerichtet sind und sich einzeln de-/aktivieren lassen. Die Ausrichtungswinkel der beiden äußeren zur mittleren Kamera beträgt 34°. Die unterschiedliche Ausrichtung der Kameras ermöglicht es, das Beobachtungsziel aus unterschiedlichen Winkeln und mit minimalen Zeitunterschied zu betrachten. Die Kameras haben jeweils einen VNIR-Sensor (sichtbares und nahes Infrarotspektrum) und einen SWIR-Sensor (kurzwelliges Infrarotspektrum). Die VNIR-Sensoren benutzen drei Detektoren (für blaues, rotes Licht und das nahe Infrarotspektrum). Die SWIR-Sensoren benutzen nur einen Detektor für das kurzwellige Infrarotspektrum. Die Detektoren haben eine leicht abweichende Ausrichtung entlang des Beobachtungswinkels.
Proba-V hat fünf zusätzliche Nutzlasten:
- X-Band-Transmitter basierend auf der GaN RF – Verstärker-Technologie
- ein kompaktes und modulares Spektrometer EPT ("Energetic Particle Telescope") zur Strahlenüberwachung[9][10]
- In Ergänzung des EPT ein SATRAM-Chip ("Space Application of Timepix-based Radiation Monitor")[10]
- ADS-B-Empfänger zur Demonstration von Flugverkehrskontrolle durch LEO-Satelliten
- Glasfaser-Photonen-Experiment (HERMOD) zum Test von multi-faser optischen Glasfaserkabeln und Anschlüssen[11]

Das EPT analysiert die Ladung, Energie und den Winkel von auftreffenden Strahlungsteilchen. Der für das CERN entwickelte SATRAM-Chip verwendet einen 0,06-Megapixel-Sensor, um die Strahlungen dynamisch und hoch-sensitiv zu verarbeiten, unter anderem zur Visualisierung der vorherigen Teilchen-Flugbahn.
Die ADS-B-Demonstration hat in den Jahren 2013 bis 2015 25 Millionen Positionen von 15.000 einzelnen Flugzeugen erfasst. Dieses Forschungsprojekt wird durch das DLR betrieben hat eine Ortungs-Grundfläche von rund 1.500 × 750 km. Für eine dauerhafte und weltweite Erfassung von ADS-B-Daten über LEO-Satelliten, welche für Regionen mit nicht-flächendeckender Flugverkehrskontrolle (z. B. außerhalb von Industrieländern) von Interesse wäre, bräuchte man eine hohe Anzahl von Satelliten. Ein solches System wird von Iridium NEXT betrieben. Die ESA möchte jedoch den Bedarf für eine europäische Lösung evaluieren.
Proba-V hat einen 160-GBit-Datenspeicher. Steuerung- und Beobachtungsdaten werden über S-Band, die "Nutzlast-Daten" werden über X-Band transferiert.

## Nachfolgemissionen
Die Proba-Reihe der ESA wird mit Proba-3 fortgesetzt werden. Dieser hat jedoch nichts mit der Mission von Proba-V zu tun, sondern wird den Formationsflug von großskaligen (orbitalen) Experimenten demonstrieren.
Das SPOT-Programm der ESA wird fortgesetzt. Spot-6 startete am 9. September 2012 und Spot-7 am 30. Juni 2014. Diese Erdbeobachtungssatelliten sind jedoch nicht auf die Analyse der Erd-Vegetation fokussiert.